# Eakly
Eakly é uma cidade  localizada no estado norte-americano de Oklahoma, no Condado de Caddo.

## Demografia
Segundo o censo norte-americano de 2000, a sua população era de 276 habitantes.
Em 2006, foi estimada uma população de 274, um decréscimo de 2 (-0.7%).

## Geografia
De acordo com o United States Census Bureau tem uma área de
0,7 km², dos quais 0,7 km² cobertos por terra e 0,0 km² cobertos por água.

## Localidades na vizinhança
O diagrama seguinte representa as localidades num raio de 24 km ao redor de Eakly.